# Mole, Athni
Mole là một làng thuộc tehsil Athni, huyện Belgaum, bang Karnataka, Ấn Độ.